# Pont Fatih Sultan Mehmet
Pour les articles homonymes, voir pont du Bosphore.
Le pont Fatih Sultan Mehmet, aussi appelé second pont du Bosphore (turc : Fatih Sultan Mehmet Köprüsü ou FSM Köprüsü ou 2. Boğaziçi Köprüsü), est un pont suspendu qui relie les continents européen et asiatique sur le détroit du Bosphore à Istanbul, en Turquie. Le pont porte le nom de Mehmet II le Conquérant, celui qui conquit et mit fin à l'Empire byzantin en 1453.
Construit en 1986, mis en service en 1988, il s'agit du second pont franchissant le Bosphore, après le premier pont du Bosphore (1973), les deux seules traversées physiques du détroit à l'époque. En 2016, un troisième pont a été inauguré sur le Bosphore, le pont Yavuz Sultan Selim.

## Localisation et caractéristiques

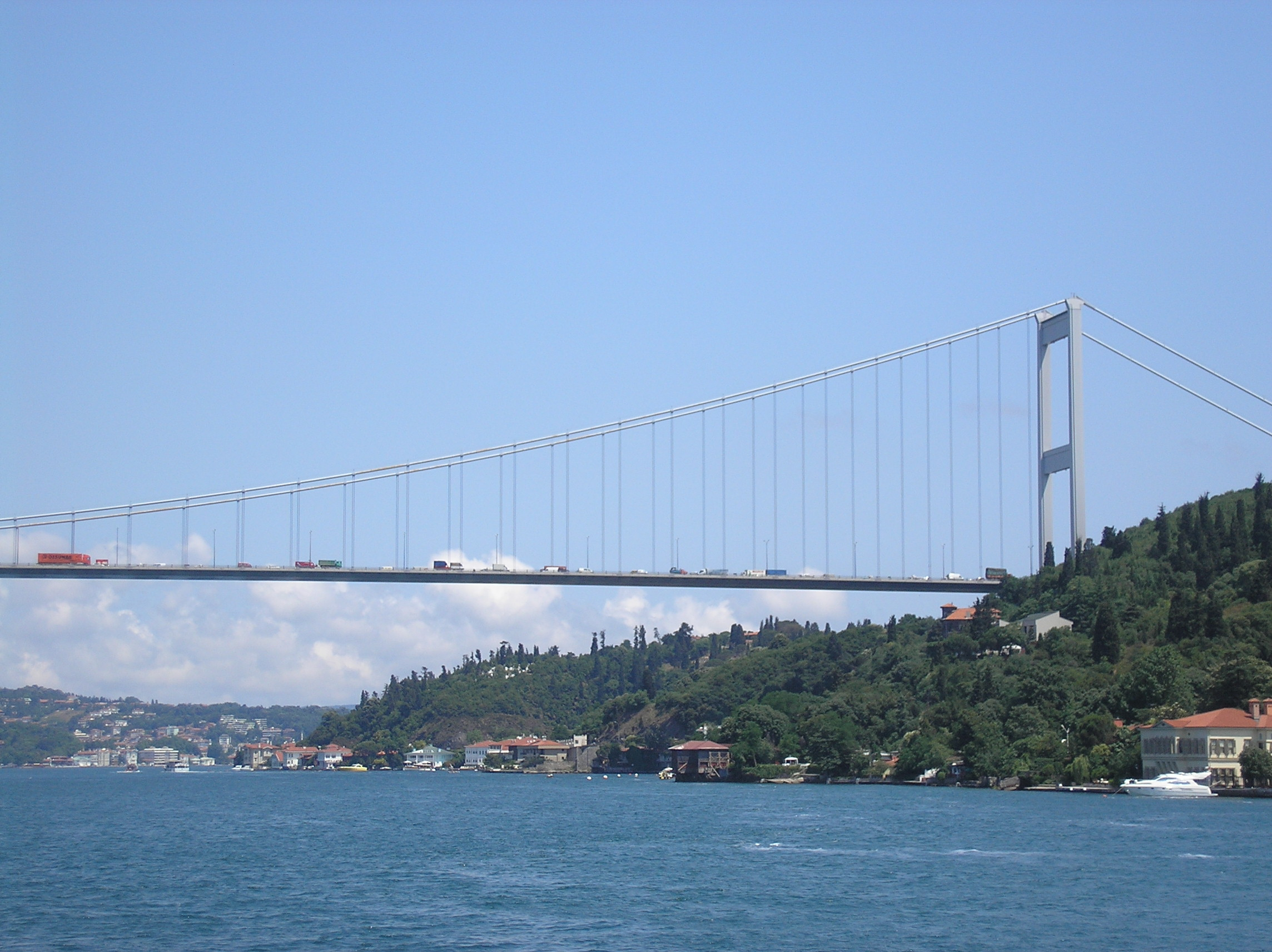
Pont Fatih Sultan Mehmet.

Le pont est situé entre Hisarüstü (côté européen) et Kavacık (côté asiatique).
Il s'agit d'un pont suspendu, avec deux câbles porteurs et des pylônes en acier et des cintres inclinés. Le pont suspendu est tenu par des doubles câbles d'aciers verticaux.
La longueur totale du pont est de 1 510 mètres, la distance entre les deux tours principales est de 1 090 mètres (12e au classement mondial) et leur hauteur est de 105 mètres au-dessus de la route et le pont est à 64 mètres de l'eau. Quant à la largeur du tablier, elle est de 39,4 mètres.
À la fin de sa construction en 1988, il fut le 6e plus long pont suspendu au monde. À l'heure actuelle, il est le 15e plus long pont suspendu au monde.

## Construction
Le pont a été conçu par Freeman Fox & Partners et BOTEK Bosphorus Technical Consulting Corp. qui avait aussi conçu le pont du Bosphore.
La construction du pont repose sur un consortium international de trois compagnies japonaises (Ishikawajima-Harima Heavy Industries, Mitsubishi Heavy Industries, Nippon Kokan), d'une compagnie italienne (Impregilo S.p.A.) et d'une compagnie turque (STFA Group) et comme sous-traitant Anker Schroeder ASDO GmbH et pour l'acier et la passerelle Bridon International.
C'est le 3 juillet 1988 que le pont a été achevé et ouvert à la circulation, avec comme premier usager le Premier ministre Turgut Özal qui a conduit lui-même sa voiture officielle d'un bout à l'autre du pont. Le coût du pont s'est élevé à 130 millions de dollars.

## Transports

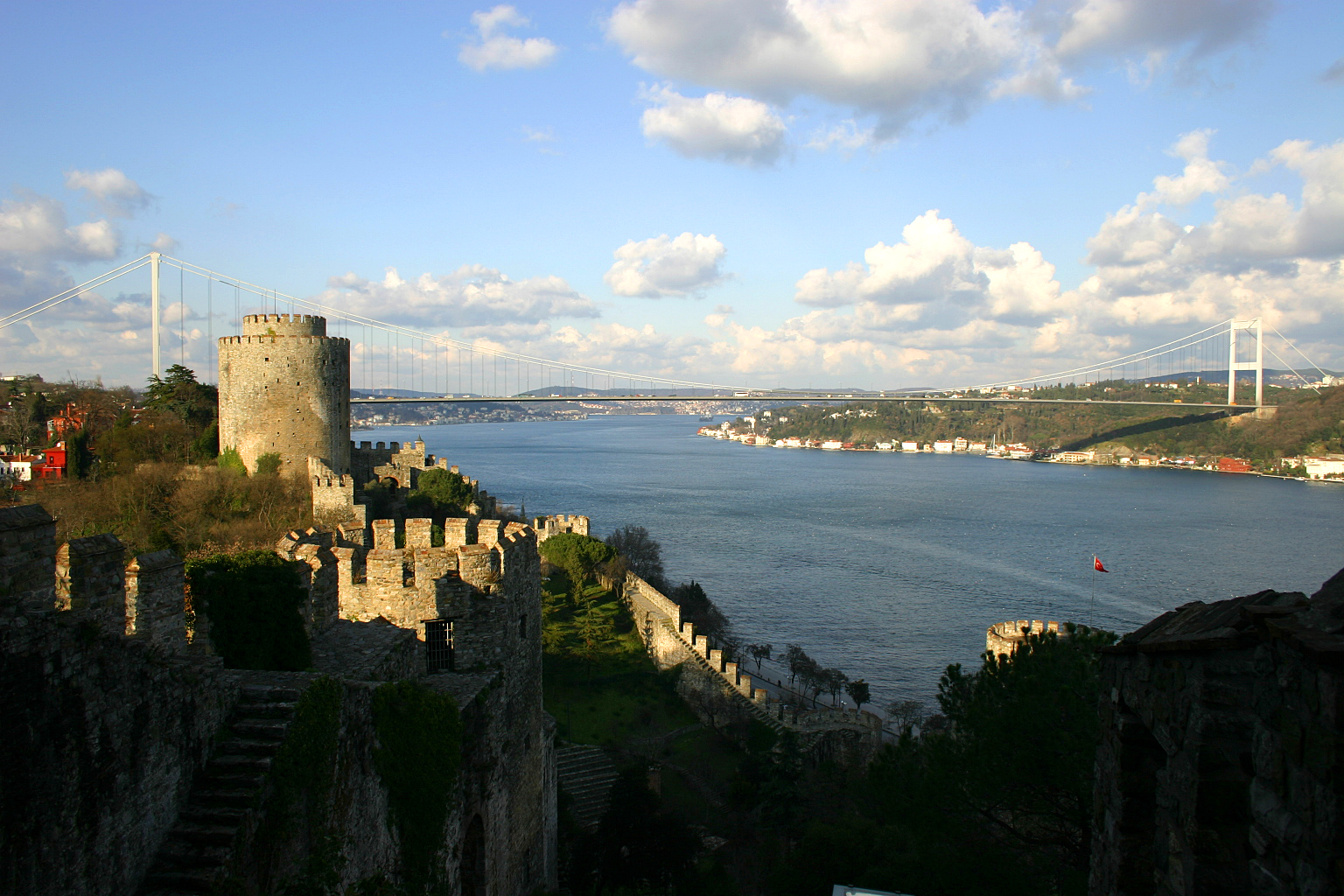
Le pont Fatih Sultan Mehmet (1988) et la forteresse de Rumelihisarı (1452).

Le pont assure la continuité de l'autoroute européenne qui relie Edirne à Ankara. Il possède deux fois quatre voies de circulation et une voie d'urgence pour chaque direction.
Les jours ouvrables, la circulation se fait en majorité de la partie asiatique vers la partie européenne, ainsi cinq voies sont réservées dans le sens Asie – Europe et trois pour le sens Europe – Asie. Inversement, le soir cinq voies sont réservées pour le sens Europe – Asie et trois voies pour le sens Asie – Europe. Les piétons ne sont pas autorisés, car il s'agit d'une autoroute. De nos jours, autour de 150 000 véhicules passent quotidiennement dans les deux directions, dont presque 65 % d'automobiles.
La traversée du pont est payante uniquement dans le sens Europe vers Asie. Depuis 1999, un système de télépéage (OGS) a été mis en place pour une meilleure fluidité de circulation. En 2005, un autre système de télépéage a été ajouté. Il s'agit du système KGS qui fonctionne avec des cartes magnétiques spécifiques.

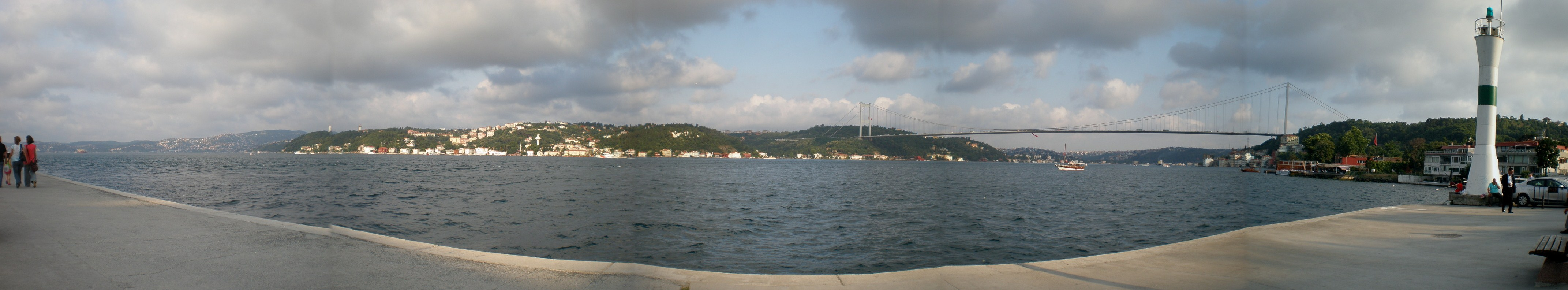
Pont Fatih Sultan Mehmet (1988) sur le Bosphore.